# Эрисихтон (сын Кекропса)
Эрисихтон (сын Кекропса, др.-греч. Ἐρυσίχθων «хранитель земли» или «разгребающий землю») — персонаж древнегреческой мифологии. Сын афинского царя Кекропса I и Аглавры I.
По Плутарху, соорудил первую деревянную статую Аполлона на Делосе.Принес древнейшее изображение Илифии с Делоса в Афины. Умер, возвращаясь домой с Делоса. Памятник в Прасиях (дем Аттики). Его упоминает Платон.